# Beinn a’ Bheithir
Der Beinn a’ Bheithir ist ein Bergmassiv in den schottischen Highlands, dessen höchster Gipfel eine Höhe von 1024 Meter erreicht. Sein gälischer Name kann etwa mit Berg des Blitzstrahls übersetzt werden. Der Beinn a’ Bheithir liegt in der Council Area Highland. Sowohl der 1024 Meter hohe Hauptgipfel Sgorr Dhearg (Rote Spitze) wie auch der 1001 Meter hohe Gipfel des Sgorr Dhonuill (Donalds Spitze) sind als Munro eingestuft.

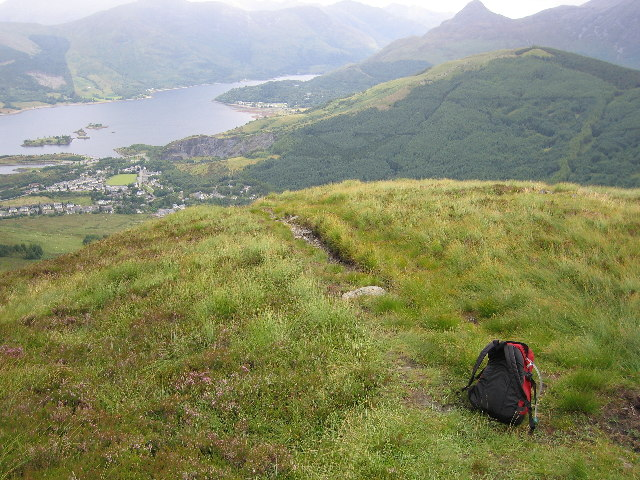
Blick vom Sgorr Dhearg nach Nordosten in Richtung Ballachulish, im Hintergrund der markante Gipfel des Pap of Glencoe

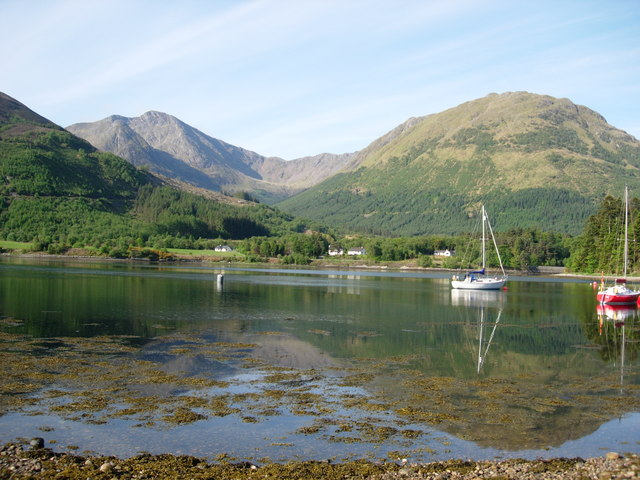
Blick von Norden über Loch Leven, links der Sgorr Dhonuill, rechts der 758 m hohe Vorgipfel des Creag Ghorm

Aufgrund ihrer Lage an der Westküste über Loch Linnhe und Loch Leven westlich von Ballachulish sowie ihrer Höhe gelten die beiden Munros des Beinn a’ Bheithir als ausgezeichnete Aussichtsberge mit einem weiten Panorama. Der Beinn a' Bheithir ist in Form eines sich nach Norden öffnenden Hufeisens aufgebaut, dessen höchste Punkte im Süden liegen. Die beiden Hauptgrate verlaufen zum einen vom Sgorr Dhearg nach Nordosten und vom knapp zwei Kilometer westlich des Sgorr Dhearg liegenden Sgorr Dhonuill zunächst nach Westen und dann ebenfalls nach Norden. Vom Gipfel des Sgorr Dhearg verläuft zudem ein weiterer felsiger Grat direkt nach Norden. Dieser und der westlich-nördlich verlaufende Grat des Sgorr Dhonuill umschließen das sich hin zum Loch Leven öffnende Tal Gleann a’ Chaolais. Zwischen den beiden Hauptgipfeln und am oberen Ende des Gleann a’ Chaolais liegt ein 760 Meter hoher Sattel (Bealach). Neben den beiden Hauptgipfeln umfasst das Massiv weitere Vorgipfel, so den direkt nordöstlich benachbart zum Sgorr Dhearg liegenden, 947 Meter hohen Sgurr Bhan und den am Ende des vom Sgorr Dhonuill nordwestlich verlaufenden Grates liegenden, 758 Meter hohen Creag Ghorm. Im Gipfelbereich der beiden Munros besitzt der Beinn a' Bheithir steile und schmale Grate, die teils steil abfallen. Vor allem der Gipfelbereich des Sgorr Dhomnuill weist zudem felsige Strukturen auf. In tieferen Lagen sind die Hänge des Berges in den vergangenen Jahrzehnten umfassend aufgeforstet worden.
Die meisten Munro-Bagger besteigen die beiden Munros im Rahmen einer Rundtour von Ballachulish. Zum Aufstieg wird meist der Nordostgrat des Sgorr Dhearg genutzt. Vom Gipfel kann über den Westgrat zum Sattel abgestiegen werden, von dort ist über einen schmalen und teils ausgesetzten Grat der Sgorr Dhonuill zu erreichen. Von dessen Gipfel sind zwar auch Abstiege nach Westen möglich, die meisten Bergsteiger kehren jedoch um und steigen vom Sattel zwischen den Hauptgipfeln in das Gleann a’ Chaolais ab.